# Gran Saló del Poble
El Gran Saló del Poble (xinès tradicional: 人民大會堂, xinès simplificat: 人民大会堂, pinyin: Rénmín Dàhuìtáng) és un edifici situat al costat oest de la Plaça de Tiananmen de Pequín, usat per a activitats legislatives i cerimonials pel govern de la República Popular Xina i el Partit Comunista de la Xina. El Gran Saló funciona com a lloc de celebració de les sessions del parlament xinès, l'Assemblea Popular Nacional, que es realitzen cada any durant el mes de març juntament amb la sessió nacional de la Conferència Consultiva Política del Poble Xinès, un òrgan polític consultiu. També és el lloc de reunió del Congrés Nacional del Partit Comunista de la Xina, que des del 1982 s'ha realitzat una vegada cada cinc anys.
El Gran Saló també es fa servir per a molts esdeveniments especials, incloses reunions a nivell nacional de diverses organitzacions socials i polítiques, grans celebracions d'aniversari, així com en actes commemoratius d'antics líders. El Gran Saló del Poble també és una atracció turística popular de la ciutat.

## Història
El Gran Saló del Poble va ser dissenyat per Zhang Bo i inaugurat al setembre de 1959. Va ser un dels Deu Grans Edificis construïts per al 10è aniversari de la República Popular Xina. L'estructura va ser construïda en deu mesos per treballadors de la construcció i voluntaris.

## Descripció
L'edifici té una superfície de 171.801 metres quadrats, 356 metres de longitud, 206,5 metres d'amplada i una alçada màxima de 46,5 metres. Als ràfecs de la porta principal penja l'emblema nacional de la República Popular de la Xina.
El Gran Saló del Poble es compon de tres seccions:
1. La secció central conté principalment el Gran Auditori, l'Auditori Principal, el Saló del Congrés, el Saló Central, el Saló Daurat i altres salons.
2. La secció nord es compon del Saló de Banquets d'Estat, la Sala de Convidats d'Estat, el Saló Nord, el Saló Est, el Saló Oest i altres salons.
3. La secció sud alberga les oficines del Comitè Permanent de l'Assemblea Popular Nacional.

Cada província, regió administrativa especial i regió autònoma de la Xina té el seu propi saló a l'edifici, com el Saló de Pequín, el Saló de Hong Kong i el Saló de Taiwan. Amb característiques distintives de la província que li dona nom, està moblat segons l'estil local.
El Gran Auditori té un volum de 90.000 metres cúbics, 3.693 seients a l'auditori baix, 3.515 a la llotja, 2.518 a la galeria i entre 300 i 500 a l'estrada i és on els líders del govern donen els seus discursos aquí. Té capacitat per allotjar simultàniament uns deu mil representants. El sostre està decorat amb una galàxia de llums amb un gran estel vermell al centre i un patró d'ones d'aigua a prop representa el poble. Les instal·lacions estan equipades amb equips audiovisuals adaptables a la multitud de reunions reunions que s'hi poden realitzar. També hi ha un sistema d'interpretació simultània amb cabina de traducció.
El Saló de Banquets d'Estat té una superfície de 7.000 metres quadrats i pot albergar 7.000 convidats, i fins a 5.000 persones poden sopar alhora (com es va fer durant la visita de Richard Nixon a la Xina el 1972). Es poden celebrar reunions més petites a l'Auditori Principal, mentre que els grups més grans usen una o diverses sales de conferències, com el Saló Daurat o el Saló Nord. Les assemblees més petites s'allotgen en un o més dels més de trenta salons de conferències que prenen el nom de les províncies i regions de la Xina.

## Ús

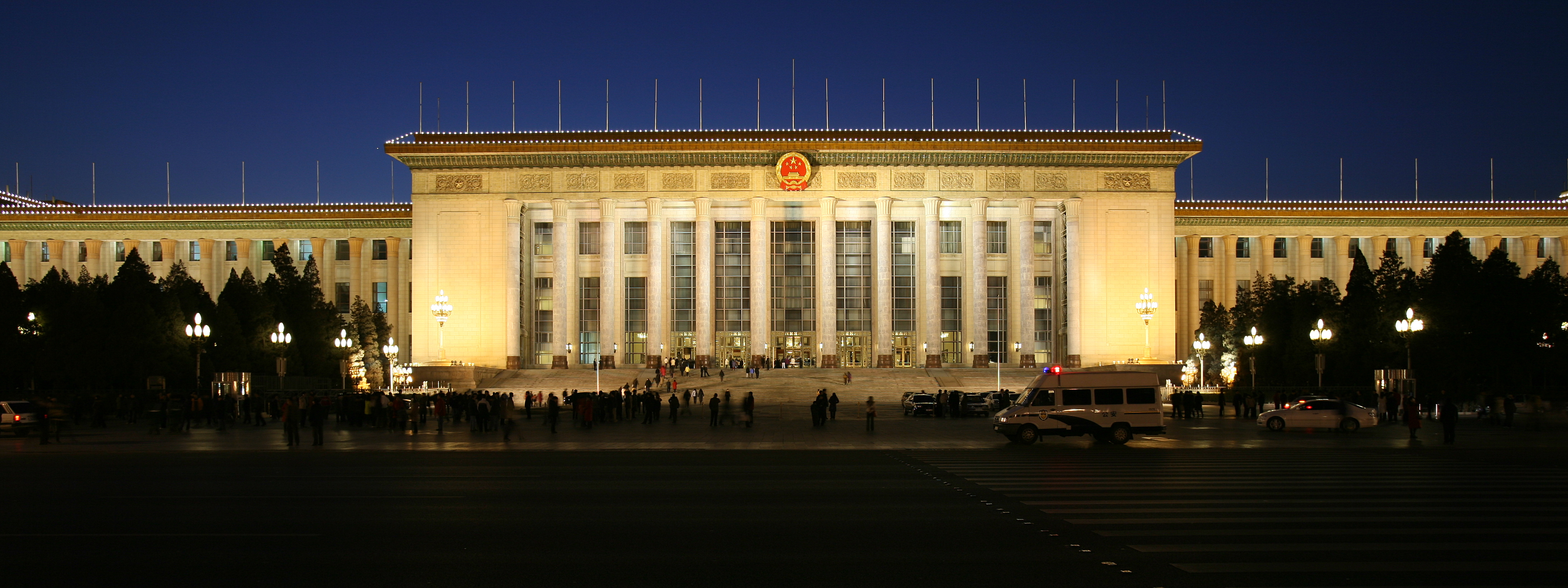
Façana del Gran Saló del Poble a la nit.

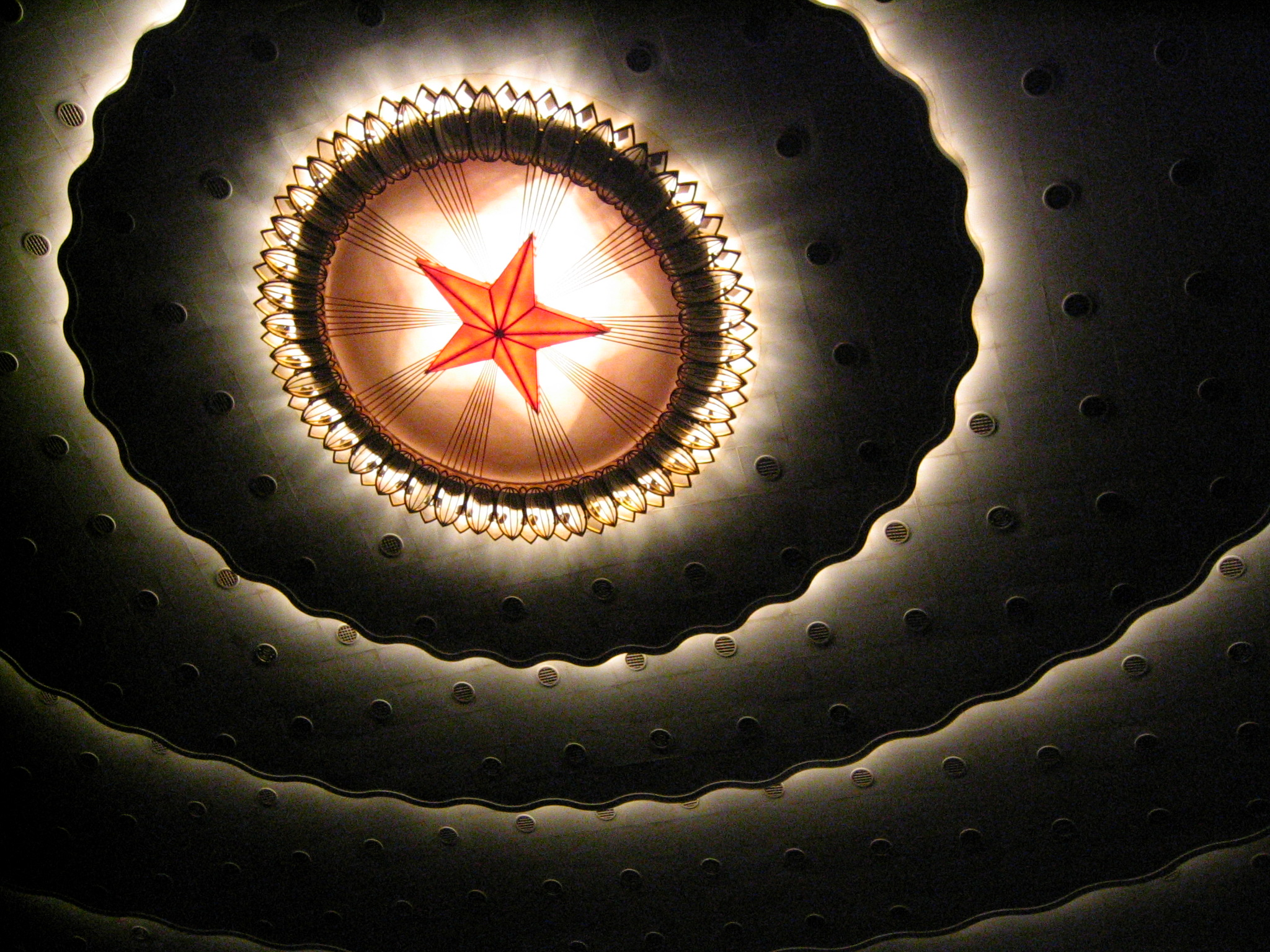
Sostre de l'auditori principal.

El Gran Saló del Poble és el centre polític de Pequín i la seu de l'Assemblea Popular Nacional. Cada any, al març, el Gran Saló del Poble acull els liang hui (literalment «dues reunions»), en què tant la Conferència Consultiva Política del Poble Xinès com l'Assemblea Popular Nacional es reuneixen durant dues o tres setmanes al Gran Auditori. El Partit Comunista de la Xina també celebra el Congrés Nacional cada cinc anys al Gran Saló del Poble.
El Gran Saló s'ha fet servir per a reunions amb dignataris estrangers en visites d'Estat, per a grans celebracions d'aniversari o per als funerals d'Estat i serveis commemoratius de diversos líders. L'antic president Liu Shaoqi, que va ser purgat durant la Revolució Cultural i va morir a causa de les males condicions que patia a la presó, va ser rehabilitat pòstumament després de 1978 i el 1982 es va celebrar un funeral d'estat al Gran Saló. També es va celebrar al Gran Saló el funeral del Secretari General Hu Yaobang el 1989, durant les protestes de la Plaça de Tiananmen, així com el de Deng Xiaoping el 1997. El funeral de Mao Zedong no es va celebrar al Gran Saló, sinó a la Plaça de Tiananmen.
L'edifici i el Gran Auditori estan oberts al públic com una atracció turística quan no estan en ús. Els darrers anys recents, també s'han fet algunes convencions no polítiques i concerts al Gran Saló. Al gener de 2009, el trio de country Lucy Angel va aconseguir la distinció de ser el primer grup occidental convidat a actuar al Gran Saló del Poble, fent-ho davant una audiència de dignataris i funcionaris del govern.